# Jaime Oncins
Jaime Oncins (ur. 16 czerwca 1970 w São Paulo) – brazylijski tenisista, reprezentant w Pucharze Davisa, olimpijczyk.
Od 1996 roku jest żonaty, ma syna Lucasa (ur. 6 kwietnia 1998).

## Kariera tenisowa
Treningi tenisowe rozpoczął w wieku 6 lat, idąc w ślady starszych braci Eduardo i Alexandre. Eduardo Oncins (ur. 10 grudnia 1964) wystąpił nawet w 1982 roku w reprezentacji w Pucharze Davisa, ale przegrał w meczu z Ekwadorem zarówno pojedynek singlowy, jak i deblowy (z Fernando Roese). Razem z braćmi prowadzi w São Paulo szkołę tenisową Oncins Tennis.
Jaime Oncins karierę zawodową rozpoczął w 1988 roku, a kontynuował ją do 2001 roku.
W 1991 roku był w pierwszych finałach turniejowych rangi ATP World Tour – przegrał w Búzios z Jordim Arresem, a następnie w São Paulo z Christianem Miniussim.
W 1992 roku Oncins przegrał w finale w São Paulo z Luizem Mattarem, ale nieco wcześniej wygrał dwa turnieje – w Bolonii (jedyny w karierze singlowy finał poza Brazylią) pokonał Renzo Furlana, w Búzios Luisa Herrerę. Był w tymże roku w 4 rundzie French Open, eliminując w 2 rundzie Ivana Lendla 3:6, 3:6, 6:3, 6:2, 8:6 (odpadł z późniejszym finalistą Petrem Kordą). W marcu 1993 roku Brazylijczyk zajmował najwyższe miejsce w karierze w rankingu światowym – nr 34.
Na początku lat 90. stoczył ze zmiennym szczęściem kilka pojedynków z weteranami światowego tenisa. Poza wspomnianym zwycięstwem nad Lendlem we French Open udało się Oncinsowi pokonać również próbującego powrotu do tenisa Björna Borga w 1 rundzie w San Francisco (1993). W 1 rundzie US Open 1992 Brazylijczyk przegrał z 40–letnim Jimmym Connorsem. Na tym samym turnieju rok później Oncins poniósł porażkę z Matsem Wilanderem.
Od 1994 roku Oncins ograniczył występy singlowe. Skoncentrował się na grze podwójnej odnosząc sukcesy. Wygrał łącznie 5 turniejów ATP World Tour, w dalszych 6 dochodził do finałów, a w październiku 2000 roku sklasyfikowany został na 22. miejscu w rankingu światowym deblistów. W 2000 był w półfinale wielkoszlemowego French Open w parze z Danielem Orsanicem i z tym samym partnerem wystąpił w tymże roku w deblowym Tennis Masters Cup w Bengaluru. Południowoamerykańska para zakończyła start w zawodach na etapie rozgrywek grupowych, pokonując Ellisa Ferreirę i Ricka Leacha, a przegrywając w duetami Joshua Eagle–Andrew Florent oraz Simon Aspelin–Johan Landsberg.
W 2001 roku Oncins osiągnął swój jedyny wielkoszlemowy finał – w grze mieszanej na French Open w parze z Paolą Suárez. W finale lepsi okazali się Tomás Carbonell i Virginia Ruano Pascual.
W latach 1991–2001 Oncins występował w reprezentacji narodowej w Pucharze Davisa. Początkowo grał jako singlista, od 1997 roku wyłącznie jako deblista. Bilans jego występów to 23 zwycięstwa i 14 porażek. Przyczynił się dwukrotnie do osiągnięcia półfinału Pucharu Davisa (1992, 2000).
Barw narodowych bronił także dwukrotnie na igrzyskach olimpijskich. W Barcelonie (1992) doszedł do ćwierćfinału w singlu, pokonując m.in. Michaela Changa, a przegrywając w 5 setach z Andriejem Czerkasowem. 8 lat później w Sydney wystąpił w grze podwójnej w parze z Gustavo Kuertenem, ale już w 1 rundzie Brazylijczycy zostali wyeliminowani przez późniejszych mistrzów olimpijskich, Daniela Nestora i Sébastiena Lareau.

### Finały w turniejach ATP World Tour
| Legenda                                      |
| -------------------------------------------- |
| Wielki Szlem                                 |
| Igrzyska olimpijskie                         |
| Tennis Masters Cup / ATP Finals              |
| ATP Masters Series / ATP Tour Masters 1000   |
| ATP International Series Gold / ATP Tour 500 |
| ATP International Series / ATP Tour 250      |

#### Gra pojedyncza (2–3)
| Końcowy wynik | Nr | Data              | Turniej   | Nawierzchnia | Przeciwnik         | Wynik finału  |
| ------------- | -- | ----------------- | --------- | ------------ | ------------------ | ------------- |
| Finalista     | 1. | 3 listopada 1991  | Búzios    | Twarda       | Jordi Arrese       | 6:1, 4:6, 0:6 |
| Finalista     | 2. | 10 listopada 1991 | São Paulo | Twarda       | Christian Miniussi | 6:2, 3:6, 4:6 |
| Zwycięzca     | 1. | 24 maja 1992      | Bolonia   | Ceglana      | Renzo Furlan       | 6:2, 6:4      |
| Zwycięzca     | 2. | 8 listopada 1992  | Búzios    | Twarda       | Luis Herrera       | 6:3, 6:2      |
| Finalista     | 3. | 15 listopada 1992 | São Paulo | Twarda       | Luiz Mattar        | 1:6, 4:6      |

#### Gra mieszana (0–1)
| Końcowy wynik | Nr | Data           | Turniej            | Nawierzchnia | Partnerka    | Przeciwnicy                            | Wynik finału |
| ------------- | -- | -------------- | ------------------ | ------------ | ------------ | -------------------------------------- | ------------ |
| Finalista     | 1. | 9 czerwca 2001 | French Open, Paryż | Ceglana      | Paola Suárez | Virginia Ruano Pascual Tomás Carbonell | 5:7, 3:6     |

#### Gra podwójna (5–6)
| Końcowy wynik | Nr | Data              | Turniej      | Nawierzchnia | Partner           | Przeciwnicy                          | Wynik finału     |
| ------------- | -- | ----------------- | ------------ | ------------ | ----------------- | ------------------------------------ | ---------------- |
| Finalista     | 1. | 6 stycznia 1991   | Wellington   | Twarda       | John Letts        | Luiz Mattar Nicolás Pereira          | 6:4, 6:7, 2:6    |
| Finalista     | 2. | 5 maja 1991       | Madryt       | Ceglana      | Luiz Mattar       | Gustavo Luza Cássio Motta            | 0:6, 5:7         |
| Finalista     | 3. | 26 maja 1991      | Bolonia      | Ceglana      | Luiz Mattar       | Luke Jensen Laurie Warder            | 4:6, 6:7         |
| Zwycięzca     | 1. | 10 listopada 1991 | São Paulo    | Twarda       | Andrés Gómez      | Jorge Lozano Cássio Motta            | 7:5, 6:4         |
| Zwycięzca     | 2. | 28 lutego 1993    | Meksyk       | Ceglana      | Leonardo Lavalle  | Horacio de la Peña Jorge Lozano      | 7:6, 6:4         |
| Finalista     | 4. | 8 sierpnia 1993   | Praga        | Ceglana      | Jorge Lozano      | Hendrik Jan Davids Libor Pimek       | 3:6, 6:7         |
| Zwycięzca     | 3. | 28 marca 1999     | Casablanca   | Ceglana      | Fernando Meligeni | Massimo Ardinghi Vincenzo Santopadre | 6:2, 6:3         |
| Zwycięzca     | 4. | 13 czerwca 1999   | Merano       | Ceglana      | Lucas Arnold Ker  | Marc-Kevin Goellner Eric Taino       | 6:4, 7:6         |
| Zwycięzca     | 5. | 25 lipca 1999     | Stuttgart    | Ceglana      | Daniel Orsanic    | Ałeksandar Kitinow Jack Waite        | 6:2, 6:1         |
| Finalista     | 5. | 6 maja 2001       | Monachium    | Ceglana      | Daniel Orsanic    | Petr Luxa Radek Štěpánek             | 7:5, 2:6, 6:7(5) |
| Finalista     | 6. | 27 maja 2001      | Sankt Pölten | Ceglana      | Daniel Orsanic    | Petr Pála David Rikl                 | 3:6, 7:5, 5:7    |